# Kapušianske Kľačany
Kapušianske Kľačany es un municipio del distrito de Michalovce en la región de Košice, Eslovaquia, con una población estimada a final del año 2024 de 976 habitantes.
Se encuentra ubicado al noreste de la región, en la cuenca hidrográfica del río Bodrog (afluente derecho del Tisza) y cerca de la frontera con la región de Prešov, Ucrania y Hungría.

## Demografía
| Año        | 1994 | 2004     | 2014     | 2024    |
| ---------- | ---- | -------- | -------- | ------- |
| Población  | 738  | 822      | 922      | 976     |
| Diferencia |      | +11,38 % | +12,16 % | +5,85 % |

| Año        | 2023 | 2024    |
| ---------- | ---- | ------- |
| Población  | 949  | 976     |
| Diferencia |      | +2,84 % |